# D-Arte
D-Arte foi uma editora brasileira  de histórias em quadrinhos fundada em 1981 por Rodolfo Zalla. O nome da editora veio do Estúdio D-Arte, que Zalla manteve com Eugênio Colonnese entre 1967 e 1969 e que fazia trabalhos terceirizados de arte para editoras brasileiras de quadrinhos. A editora D-Arte tinha como principal foco os quadrinhos de terror, publicando as revistas Calafrio e Mestres do Terror, tendo publicado autores como Jayme Cortez, Rodval Matias, Flavio Colin, Julio Shimamoto, Mozart Couto, entre outros. A editora encerrou suas atividades em 1993 após suas publicações ganharem diversas edições do Troféu HQ Mix.